# جيمس والتون
جيمس والتون (25 مارس 1857 - )  (بالإنجليزية: James Walton)‏ هو لاعب كريكت بريطاني.